# Regenschirmattentat
Als Regenschirmattentat wird der Mordanschlag auf den bulgarischen Schriftsteller und Dissidenten Georgi Markow bezeichnet, der in London am 7. September 1978, dem Geburtstag des von Markow häufig kritisierten bulgarischen Staatschefs Todor Schiwkow, verübt wurde. Spekulationen gehen davon aus, dass das hochtoxische pflanzliche Gift Rizin verwendet wurde.

Schema der verwendeten Waffe

## Durchführung
Der Täter, vermutlich ein Agent des damaligen bulgarischen Geheimdienstes, verletzte das Opfer auf der Londoner Waterloo Bridge scheinbar zufällig mit einer präparierten Regenschirmspitze. Dabei wurde eine Kugel aus einer Platin-Iridium-Legierung von 1,52 mm Durchmesser in den Unterschenkel des Opfers injiziert.
In das Projektil waren, im rechten Winkel zueinander, zwei nur 0,34 mm durchmessende Löcher gebohrt worden. Das Kügelchen wurde bei der Obduktion entdeckt. Spekulationen in den Medien gehen davon aus, dass die Hohlräume der Kugel mit etwa 200 Mikrogramm des hochtoxischen Giftes Rizin gefüllt und mit Zuckerguss verschlossen waren, der sich bei Körpertemperatur leicht in der Gewebsflüssigkeit auflöste und daraufhin die kontinuierliche Rizin-Freisetzung ermöglichte. 1980 wurde von den zuständigen Pathologen in einem öffentlichen Vortrag der Royal Society of Medicine jedoch betont, dass keinerlei Rizin wissenschaftlich nachgewiesen werden konnte, weder im Körper, noch in der gefundenen Metallkugel, und dass die Vermutung, dass dieses Gift verwendet wurde, rein spekulativ ist.
Zunächst als harmloser Zwischenfall abgetan, wurde die Ursache der spät einsetzenden Symptome der Vergiftung viel zu spät erkannt. Markow starb vier Tage nach dem Attentat.

## Untersuchung
Im Juni 2005 benannte die britische Zeitung The Times den in Italien gebürtigen Dänen Francesco Gullino als Hauptverdächtigen für das Attentat.
Eine Fernsehdokumentation des britischen Senders Five enthüllte im Jahr 2005 unter Verwendung mehrerer Interviews, die in den Vereinigten Staaten, Großbritannien und Bulgarien aufgenommen wurden, dass Gullino noch immer gesund und am Leben ist und sich frei durch die Europäische Union bewegen kann. Nach Auffassung der Autoren der Dokumentation ist es möglich, dass eine Strafverfolgung aufgrund der bulgarischen Gesetzeslage ab Ende 2008 durch Verjährung ausgeschlossen war. Scotland Yard nahm deswegen im Juni 2008 erneut Ermittlungen in dieser Angelegenheit auf und entsandte Beamte nach Bulgarien. Sie beantragten Einsichtnahme in archivierte Dokumente zu dem Fall und baten die bulgarischen Behörden um Erlaubnis, 40 Zeugen zu befragen, darunter auch ehemalige Geheimpolizisten.
Der frühere Generalmajor des sowjetischen Geheimdienstes Oleg Kalugin bestätigte in einem Interview mit dem bulgarischen Sender Darik Radio, dass dieses Attentat aufgrund eines Befehls des bulgarischen Partei- und Staatschefs Todor Schiwkow ausgeführt wurde. Der KGB lieferte das Gift und die Kapsel.

## Ähnliche Vorkommnisse
Am 15. Juli 2011 stach in Hannover ein Unbekannter den 40-jährigen IT-Fachmann (Datenbankadministrator) der Industriegewerkschaft IG BCE Christoph Bulwin in der Nähe seines Arbeitsplatzes am Königswörther Platz mit einem Regenschirm ins Gesäß. An der Spitze des Regenschirms war eine mit Dimethylquecksilber gefüllte Spritze. Im Blut waren 4200 Mikrogramm Quecksilber (statt üblicher 3). Das Opfer starb zehn Monate später (Mai 2012) nach qualvollem Leiden und Koma. Der Fall wurde am 24. August 2022 bei Aktenzeichen XY … ungelöst gezeigt, Hinweise lieferten aber zunächst keine heiße Spur. Das Motiv ist weiterhin unklar. Das Leben des Opfers war unauffällig, sodass die Polizei auch eine Verwechslung oder einen Anschlag auf den Arbeitgeber in Betracht zieht. Der Täter wurde als 40 bis 50 Jahre alt, sehr schlank und mit Pockennarben beschrieben und trug eine Lederjacke, helle Jeans und eine schwarze Baseballcap.

## Filme
Das Attentat inspirierte den französischen Regisseur Gérard Oury 1980 zu dem Film Die Regenschirmmörder (Le coup du parapluie) mit Pierre Richard und Gert Fröbe.
Es spielte auch in den Folgen Unter die Haut und Die Show geht weiter der Fernsehserie Der letzte Zeuge eine Rolle. Des Weiteren werden in der Folge Regel Nummer 10 der Serie Navy CIS zwei fiktive Personen, eine Reporterin und ein Navy-Offizier, durch eine mit Rizin gefüllte Platin-Iridium-Kugel ermordet, die unter die Haut injiziert wurde.
2013 erschien ein deutscher Dokumentarfilm unter dem Titel Zum Schweigen gebracht – Georgi Markov und der Regenschirm-Mord,  der auf Arte lief.

## Trivia
Der 2015 erschienene Roman Und der Duft nach Weiß von Stefanie Gregg enthält einen Handlungsstrang, der die Planung und Durchführung des Regenschirmattentats auf den bulgarischen Schriftsteller Georgi Markow beschreibt. Die Autorin schreibt auch die neuesten Entwicklungen in dem Fall fort, bis hin zum Auffinden eines mutmaßlichen Mittäters 2012 in Österreich.